# Bang Na Expressway

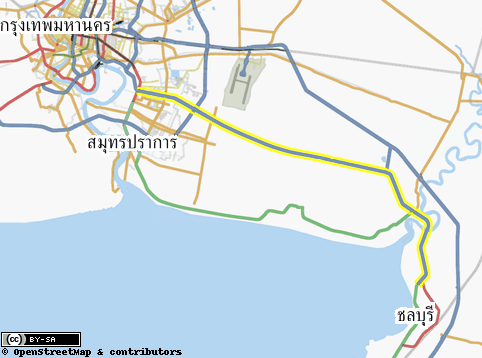
Mapa que mostra l'autopista Bang Na ressaltada en groc

Bang Na Expressway (nom complet: Bang Na - Bang Pli - Bang Pakong Expressway i oficialment Burapha withi Expressway (en tailandès: ทางพิเศษ บูรพา วิถี) és un viaducte de carretera de 55 km de llarg de sis carrils ubicada a la ciutat de Bangkok, a Tailàndia. Es tracta d'una autopista de peatge paral·lela a la ruta de la Carretera Nacional 34 (Carretera Bang Na-Bang Pakong). És propietat de l'Autoritat de les carreteres de Tailàndia, EKSAT.
És el viaducte automobilístic més llarg del món, encara que és superat per diversos de trànsit ferroviari.
L'autopista Bang Na va ser dissenyada pel difunt Louis Berger.

## Localització
Aquesta carretera es troba al sud-est de Bangkok. Uneix el centre de la ciutat amb el segon aeroport internacional de Bangkok, el port d'aigües profundes Laem Chabang i la regió industrial de la costa est.
L'autopista Burapha Withi té una ruta que comença al final de l'autopista Bang Na-At Narong. El Sistema d'Autopistes de Tercera Etapa, Línia Sud, Secció S1 a l'àrea del districte de Bangna Bangkok usant l'illa enmig de Debaratana Road, dirigint-se cap a l'est cap a la província de Samut Prakan, passant pel districte de Bang Phli, creuant amb Kanchanapisek Road, passant pel districte de Bang Sao Thong, el districte de Bang Bo, després ingressant a la província de Chachoengsao, passant pel districte de Bang Pakong, creuant el riu Bang Pakong i acaba al Districte de Mueang Chonburi, Província de Chon Buri.

## Descripció

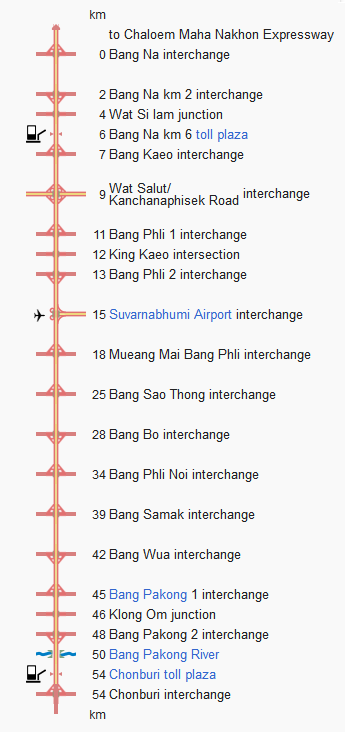
Esquema de l'autopista.

L'eix principal és de 55 km de llarg i ocupa un tauler a una alçada de 18,60 m. Es tracta d'un pont de biga calaix, de 27 d'ample, amb una longitud mitjana dels trams de 41.85 m. Les rampes i encreuaments representen una longitud total de 40 km. L'autopista de Bang Na és un viaducte de bigues calaix, un pont elevat format per nombroses obertures petites. Cada va conté bigues buides en forma de calaix, per això el seu nom. Les bigues calaix tenen una va de 27,20 m i una alçada de 2,60 m.
Tot i això, quan es va anunciar aquest projecte el 1995, no estava del tot clar com seria el pont definitiu. L'Autoritat d'Autopistes i Trànsit Ràpid de Tailàndia necessitava construir l'estructura ràpidament per descongestionar el trànsit. Per això, van encarregar als constructors allò que es coneix com un contracte de disseny i construcció.
Els taulers de l'autopista estan suportats per pòrtics centrals en forma d'una H esvelta de 16 m d'alçada, amb els braços de l'H de la part superior eixamplats per servir de suport a les bigues calaix que suporten l'amplada de l'Expresway, i també la part inferior de la H es recolza en la fonamentació. El pòrtic central a H és a la mitjana de l'autopista subjacent 34. L'esquema de pòrtic més biga calaix es repeteix al llarg de la Bang Na Expressway per sostenir cadascun dels taulers que la conformen. Quan calen rampes d'accés per sortir o entrar a l'Expressway, amb carrils d'incorporació o sortida, es van instal·lar a més als laterals d'aquesta autopista subjacent dues columnes laterals de suport que suporten els extrems externs de l'autopista més les rampes d'accés. En aquest cas es modifica el pòrtic en H i s'utilitzen les bigues calaixos, però per sota s'hi instal·len altres bigues addicionals adaptades.
L'autopista té 36 rampes, totes elevades, incloses 10 rampes que condueixen els principals intercanviadors. Les 26 rampes típiques estan situades simètricament de dues a dues i condueixen des del pont de l'autopista existent. L'ampliació de l'estructura de la línia principal per a carrils d'acceleració i desacceleració, es va fer mitjançant múltiples bigues calaix connectades recolzades en pòrtics prefabricats.
L'espai existent entre el viaducte i l'autopista subjacent (carretera 34) permet l'existència de rampes a U elevades, però per sota del viaducte.
El 2000, el Llibre Guinness dels rècords mundials va classificar l'autopista Burapha Withi com el pont més llarg del món. Però aquest rècord va ser superat el 2008 pel pont Weinan-Weihe a la Xina, un pont ferroviari d'alta velocitat. L'autopista Burapha Withi és actualment el sisè pont més llarg del món; les posicions 1 a 5 són ponts ferroviaris. Com a resultat, l'autopista Burapha Withi encara té la posició del pont de carretera més llarg del món.

## Construcció
L'autopista de Bang Na va ser construïda per un consorci de tipus joint venture, BBCD, constituït per Bauaktiengesellschaft Bilfinger et Berger d'Alemanya i Ch. Karnchang Plc, Tailàndia. Iniciada el 1996, els treballs es van completar el març de 2000. La construcció del pont va necessitar 1,8 milions de metres cúbics de formigó.
El disseny de l'estructura va ser realitzat per les oficines de Jean Muller International ubicada a San Diego, Estats Units.
Dues estacions de peatge estan posicionades en l'estructura elevada, on s'eixampla per donar cabuda a dotze carrils.
Bàsicament, l'estructura es divideix en vuit parts, cadascuna de les quals representa una fase de construcció. En tractar tota l'estructura com a vuit projectes, i no com un de sol, es va poder iniciar la construcció de la primera secció del pont mentre se seguien dissenyant i traçant les següents. El contracte de disseny i construcció va significar literalment que el pont es construïa i dissenyava simultàniament.
La ciutat de Bangkok està situada al delta del riu Chao Phraya. El sòl subjacent pot classificar com un model de tres capes, és a dir, argila tova, argila dura i sorra. Per tant, calia transferir totes les càrregues a la capa de sorra. Per al projecte de la Bang Na Expressway, es van utilitzar pilots prefabricats de 800 mm de diàmetre, amb un gruix de paret de 120 mm. En general, els pilons tenen 30 m de longitud. Es componen de dues seccions soldades per garantir la transferència i compressió de les càrregues.
La construcció prefabricada per segments, va per va, utilitzant juntes seques, és particularment avantatjosa en la producció en sèrie quan un nombre limitat d'elements estructurals es reprodueixen moltes vegades. El ritme de construcció és molt més ràpid que qualsevol altre mètode de construcció comparable. A més, es garanteix un producte de qualitat molt alta. La planificació d'un projecte industrialitzat de producció en sèrie ha d'abastar totes les fases del procés, és a dir, la planificació de la producció, el lliurament de materials, la producció pròpiament dita, l'emmagatzematge, el transport i el muntatge dels segments. Els mitjans de producció necessaris formen una proporció fixa. La producció equival a augmentar totes les parts de loperació al mateix ritme. Per tant, el procés de planificació i la seva adaptació a un entorn canviant.